# Grimsby
Grimsby is een plaats in het bestuurlijke gebied North East Lincolnshire, in het Engelse graafschap Lincolnshire. De plaats telt 87.574 inwoners.
Halverwege de 20e eeuw had Grimsby de grootste vissersvloot ter wereld. De jaarlijkse vangst van 200.000 ton vis is sinds de jaren vijftig teruggebracht naar zo’n 600 ton in het begin van de 21e eeuw. De enorme haven en ruime opzet van de stad verraden nog iets van die glorieuze tijd.
The Fishing Heritage Centre, een museum, vertelt het verhaal van Grimsby’s verleden, ook hoe de stad door de Kabeljauwoorlogen met IJsland, de Europese vangstquota en de grootheidswaan van enkele van haar inwoners haar hoofdrol in de visserij verloor.

## Geboren
- Thomas Kennington (1856-1916), kunstschilder
- Freddie Frinton (1909-1968), komiek
- Freddie Frith (1909-1988), motorcoureur
- Shirley Bloomer (13 juni 1934), tennisspeelster
- Duncan McKenzie (10 juni 1950), voetballer
- Glenn Cockerill (1959), voetballer
- Kevin Clifton (13 oktober 1982), danser
- Kate Haywood (1 april 1987), zwemster
- Matija Šarkić (1997-2024), doelman